# Bosc d'en Benet
El Bosc d'en Benet és un bosc del poble de Riells del Fai, en el terme municipal de Bigues i Riells, al Vallès Oriental.
Està situat a llevant de la urbanització dels Boscos de Riells, al sud-est del poble de Riells del Fai. És dessota l'extrem sud-oest del Serrat de Can Quintanes, a migdia del Bosc del Viaplana, al nord dels Tripons i a llevant de Can Conillo, a l'esquerra del torrent de Can Pagès.

## Etimologia
Es tracta d'un topònim romànic modern, derivat del nom del seu propietari.